# (5639) Ćuk
(5639) Ćuk es un asteroide que forma parte del cinturón interior de asteroides descubierto el 9 de agosto de 1989 por Jeffrey Thomas Alu y la también astrónoma Eleanor F. Helin desde el Observatorio del Monte Palomar, Estados Unidos.

## Designación y nombre
Designado provisionalmente como 1989 PE. Fue nombrado Ćuk en honor a Matija Ćuk, astrónomo dinámico y descubridor del mecanismo de BYORP, por el cual las fuerzas de radiación térmica afectan las órbitas y los estados rotacionales de los asteroides binarios. Por esta y otras contribuciones al estudio de los asteroides, los objetos del Cinturón de Kuiper y la Luna, recibió el Premio Urey 2014.

## Características orbitales
Ćuk está situado a una distancia media del Sol de 1,851 ua, pudiendo alejarse hasta 1,894 ua y acercarse hasta 1,808 ua. Su excentricidad es 0,023 y la inclinación orbital 26,60 grados. Emplea 920,416 días en completar una órbita alrededor del Sol.

## Características físicas
La magnitud absoluta de Ćuk es 14,9. Tiene 3,427 km de diámetro y su albedo se estima en 0,198. 